# Огородников, Степан Фёдорович
Степан Фёдорович Огородников (26 декабря 1835 [7 января 1836], Архангельск, Российская империя — 1 [14] июля 1909, там же) — офицер Российского императорского флота, участник Крымской войны 1853—1856 годов, историк, исследователь отечественной морской и военно-морской истории, офицер учёного отделения Морского технического комитета, писатель, краевед, автор трудов по истории Архангельского Поморья, действительный член Императорского Русского военно-исторического общества, действительный член Архангельского губернского статистического комитета, почётный член Архангельского церковно-археологического комитета, действительный член Архангельского общества изучения Русского Севера, полковник по адмиралтейству.

## Биография
Родился 26 декабря 1835 (7 января 1836) года в Соломбале — Адмиралтейской слободе города Архангельска, в многодетной дворянской семье флотского офицера поручика (дослужился до подполковника) 7-го ластового экипажа Архангельского порта Фёдора Тимофеевича Огородникова (1791—1869) и его жены, дочери портового служителя, Ульяны Евтропиевны (урожд. Федорова) (1819—1861). В семье было 14 детей, из них известны: Степан, Анна, Елизавета, Мария, Николай, Ольга, Наталья, Константин, Владимира, Александра, Клавдия и Екатерина. До десятилетнего возраста жил в Соломбале, где получил домашнее образование.

### Служба в Российском императорском флоте
25 июля 1846 года был определён кадетом в Кронштадтский первый штурманский полуэкипаж. В период учёбы принял участие в Крымской войне 1853—1856 годов, проходя службу на кораблях Балтийского флота: в 1854 году служил на линейном корабле «Константин», а в 1855 году — на пароходе «Летучий»; был награждён бронзовой медалью «В память войны 1853—1856» на ленте ордена Святого Андрея Первозванного. В апреле 1857 года, после окончания училища, был произведён из кондукторов в прапорщики Корпуса флотских штурманов. Получил назначение штурманом на пароходофрегат «Отважный», затем служил в той же должности на линейном корабле «Выборг» в Балтийском море.
В 1858 году был командирован на учёбу в Императорский Санкт-Петербургский университет; слушал лекции с августа 1858 по март 1859 года. Затем получил назначение в Беломорскую флотилию, однако к новому месту службы отправился не сразу, так как находился в плавании на лоцманском судне «Маяк» в Балтийском море. В конце 1859 года прибыл в Архангельск к месту службы на бриг «Новая Земля», который занимал брандвахтенные посты в Лапоминской гавани и у острова Мудьюг.
В 1862 году Огородников совершил переход на пароходофрегате «Соломбала» из Архангельска в Кронштадт и на нём же возвратился в Архангельск. В 1863 году находился в навигации на шхуне «Полярная звезда» в Белом море. В 1865 году был назначен производителем метеорологических наблюдений при Архангельском порте. В 1869 году произведён в поручики Корпуса флотских штурманов, а в 1870 году назначен начальником метеостанции при Архангельском порте.
Во время службы в Архангельске Огородников обобщил и систематизировал накопившиеся сведения о климате Архангельской губернии. В этот же период заинтересовался историей Архангельского края, изучал литературу, работал в архивах, начал писать первые статьи на исторические темы. В 1863 году в журнале «Морской сборник» появилась его первая статья — «Очерк о действиях Архангельской портовой библиотеки за 1862 год», затем появились статьи в газетах «Архангельские губернские ведомости» и «Кронштадтский вестник» об истории края и флота.
Итогом нескольких лет его научной работы стали статьи «Соломбальское селение» и «Заговоры, собранные в Соломбале», опубликованные в «Трудах Архангельского статистического комитета за 1865 год». В 1868 году вышла крупная работа — «Климат Архангельской губернии», в 1872 году он написал статью «Петр Великий в Архангельске и плоды его пребывания на нашем Севере», в 1875 году вышла в свет статья «Лоцманская артель в Архангельске» и монография  «История Архангельского порта».

### Работа в Морском техническом комитете
В 1876 году Огородников был произведён в штабс-капитаны Корпуса флотских штурманов и переведён в Санкт-Петербург в учёное отделение Морского технического комитета. Его руководителем стал известный военно-морской историк генерал Корпуса флотских штурманов Ф. Ф. Веселаго. Занимался составлением  истории Российского военно-морского флота и изучением биографий выдающихся российских моряков, участвовал в создании многотомного «Общего морского списка». Составил 12 книг «Общего морского списка» (под ред. Ф. Ф. Веселаго) и первую часть 13-й книги, изданную в 1907 году, — под своей редакцией (после смерти Огородникова составление и выпуск продолжения «Общего морского списка» не осуществлялись). В 1879 году произведён в капитаны Корпуса флотских штурманов. В 1886 году произведён в подполковники и уволен от военной службы в отставку.
Продолжил работу статским чиновником в Морском техническом комитете, в Комиссии по разбору и описанию дел архива Морского министерства, исследовал военно-морскую историю отечественного флота. В 1890 году была напечатана составленная им «История города Архангельска в торгово-промышленном отношении», за которую он получил Сидоровскую премию в размере 1000 рублей. В 1900 году возглавил Комиссию по разбору и описанию дел архива Морского министерства. Составил письменный «Обзор деятельности морского министерства за 100 лет существования» и был награждён в 1903 году Большой серебряной медалью Русского географического общества. В 1908 году за вклад в изучение истории Военно-морского флота России Огородникову присвоили звание полковника по адмиралтейству, несмотря на то, что он более 12 лет находился в отставке.
В 1909 году Огородников приехал в Архангельск для участия в подготовке торжеств по случаю 200-летия Полтавской битвы и 1 (14) июля 1909 года скоропостижно скончался; 4 июля был похоронен на Соломбальском кладбище. Могила сохранилась.
Степан Огородников был холост. С уходом его из жизни, угас в мужском колене род Огородниковых.

## Награды и звания
- орден Святого Станислава 3-й степени (1870);
- орден Святой Анны 3-й степени (1871);
- орден Святого Станислава 2-й степени (1884);
- орден Святой Анны 2-й степени (1899);
- орден Святого Владимира 4-й степени за выслугу лет (1899);
- бронзовая медаль «В память войны 1853—1856» на ленте ордена Святого Андрея Первозванного[4].
- Большая серебряная медаль Русского Географического общества (1903);
- Премия имени М. К. Сидорова (1909)[2].
- действительный член Императорского русского военно-исторического общества;
- действительный член Архангельского губернского статистического комитета;
- почётный член Архангельского церковно-археологического комитета;
- действительный член Архангельского общества изучения Русского Севера[4].